# Heavy Fire: Special Operations
Heavy Fire: Special Operations es un shooter on rails arcade desarrollado por Teyon para WiiWare. Salió a la venta en América el 26 de julio de 2010 y en Europa el 31 de diciembre del mismo año.

## Gameplay
Heavy Fire: Special Operations es un shooter donde se puede usar el periférico Wii Zapper. El juego se ubica en el medio oeste donde los jugadores se unen a una fuerza especial de elite que pelean contra un grupo de terroristas.
El jugador empieza el juego en el rango de soldado raso equipado con una pistola y su objetivo es ir elimando oponentes y ganar muchos tantos puntos como sea posible para así ir avanzando en los rangos militares. Los jugadores consiguen bonos y pueden realizar combos como ‘Leader Kill’, ‘Demolition Man’, ‘Lord of Destruction’ entre otros y conseguir más puntos. Las misiones se pueden jugar con el Wii Zapper en el campo de battala, en un Humvee o Blackhawk.
Hay 6 rangos por conseguir: Soldado de Primera Clase, Cabo, Sargento, Sargento del Estado Mayor, Sargento Maestro y Sargento Major.
Cada rango está vinculado a 7 armas específicas así entre más puntos obtengan podrán usar armas mejores.
El juego proporciona un modo de un solo jugador y un modo de multijugador cooperativo